# Grieghallen

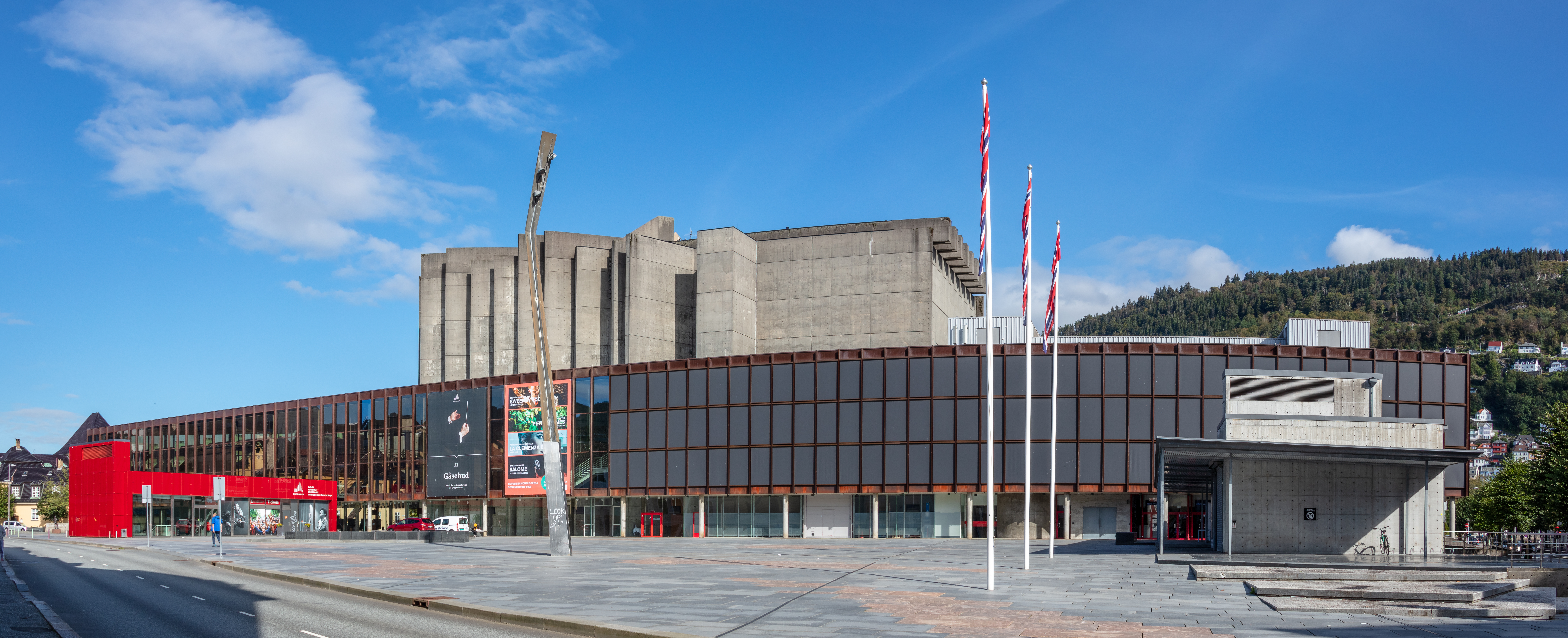
Grieghallen (2019)

Grieghallen – sala koncertowa w Bergen w Norwegii, licząca 1500 miejsc. Jej nazwa pochodzi od nazwiska norweskiego kompozytora Edvarda Griega. Od powstania w 1978 roku stanowi siedzibę Bergen Filharmoniske Orkester (pol. Orkiestra Filharmoniczna w Bergen). 
W Grieghallen znajduje się także studio nagraniowe (nor. Grieghallen Lydstudio) kojarzone głównie ze sceną muzyki blackmetalowej, a także osobą inżyniera dźwięku i producenta muzycznego Eirika „Pyttena” Hundvina. W studiu nagrywały m.in. takie zespoły jak: Immortal, Mayhem, Burzum, Borknagar, Gorgoroth, Emperor, Old Funeral, Hades Almighty oraz Enslaved.